# 皮羅特區
皮羅特區是塞爾維亞東南部的行政区，行政中心为皮羅特。该区東鄰保加利亞。行政区面積为2,761平方公里，2022年人口数量为76,700人。

## 城市和市镇
皮罗特区的范围包括一个城市和3个市镇：
- 皮羅特（城市）
- 巴布什尼察
- 貝拉帕蘭卡
- 季米特洛夫格勒